# Кирино (провинция)
Кирино (таг. Quirino) — провинция Филиппин, на острове Лусон. Входит в состав региона Долина Кагаян. Административный центр — город Кабаррогис.

## География
Провинция Кирино расположена на северо-востоке Лусона, в долине крупнейшей на Филиппинах реки Кагаян.
Координаты — 16°17′ сш и 121°35′ вд. Граничит с провинциями: Аурора (на юго-востоке), Нуэва-Виская (на западе) и Исабела (на севере). Горный хребет Сьерра-Мадре является естественной границей провинции на востоке и юге. С запада её ограничивает небольшой горный хребет Мампаранг. Территория Кирино в основном гористая — 80 % поверхности её покрыто горами и холмами.

### Климат
Климат — субэкваториальный, среднегодовая температура воздуха — 33,6 °С. Наиболее жаркий месяц — май. Наиболее сухой период — с марта по август. В остальное время погода переменчива, бывают как дожди, так и засухи. Большая часть осадков выпадает с сентября по ноябрь.

## История
Первоначально провинция Кирино входила в состав провинции Нуэва-Вискайя. Это был лесистый район, заселенный племенами негритосов. День объявления самостоятельности провинции — 18 июня 1966 г. В июне 1969 путём соединения трёх муниципалитетов, Диффун, Сагудай и Аглипай, был образован и муниципалитет Кабаррогис, который стал административным центром провинции. Провинция получила своё название в честь шестого президента Филиппин Эльпидио Кирино.

## Население
Численность населения по данным на 2010 год — 176 786 человек; плотность населения — 57,83 чел./км².
Основной разговорный язык — илокано (71,5 % общего числа жителей). Кроме этого распространен тагальский язык, и другие — бунгкалот, пангасинан, канканай. В этническом составе преобладают илоки, в горах также проживают ифугао.
По данным на 2013 год численность населения составляет 174 728 человек.
Динамика численности населения провинции по годам:
| 2000    | 2007    | 2013    |
| ------- | ------- | ------- |
| 148 575 | 163 610 | 174 728 |

## Административное деление
В административном отношении подразделяется на 6 муниципалитетов:
- Аглипай[англ.]
- Кабаррогис
- Диффун
- Маддела
- Нагтипунан
- Сагудай

## Экономика
Основу экономики Кирино составляет сельское хозяйство. Основные продукты, рис и зерновые, поставляются в соседние провинции и метрополию. Бананы закупают в основном Манила и Пампанга. Кроме этого развиты национальные ремесла, такие, как плетение корзин и подобные.